# Satyrus rohtanga
Satyrus rohtanga är en fjärilsart som beskrevs av Andrej Nikolajewitsch Avinoff och Sweadner 1951. Satyrus rohtanga ingår i släktet Satyrus och familjen praktfjärilar. Inga underarter finns listade.